# Michail-Gorbatschow-Denkmal

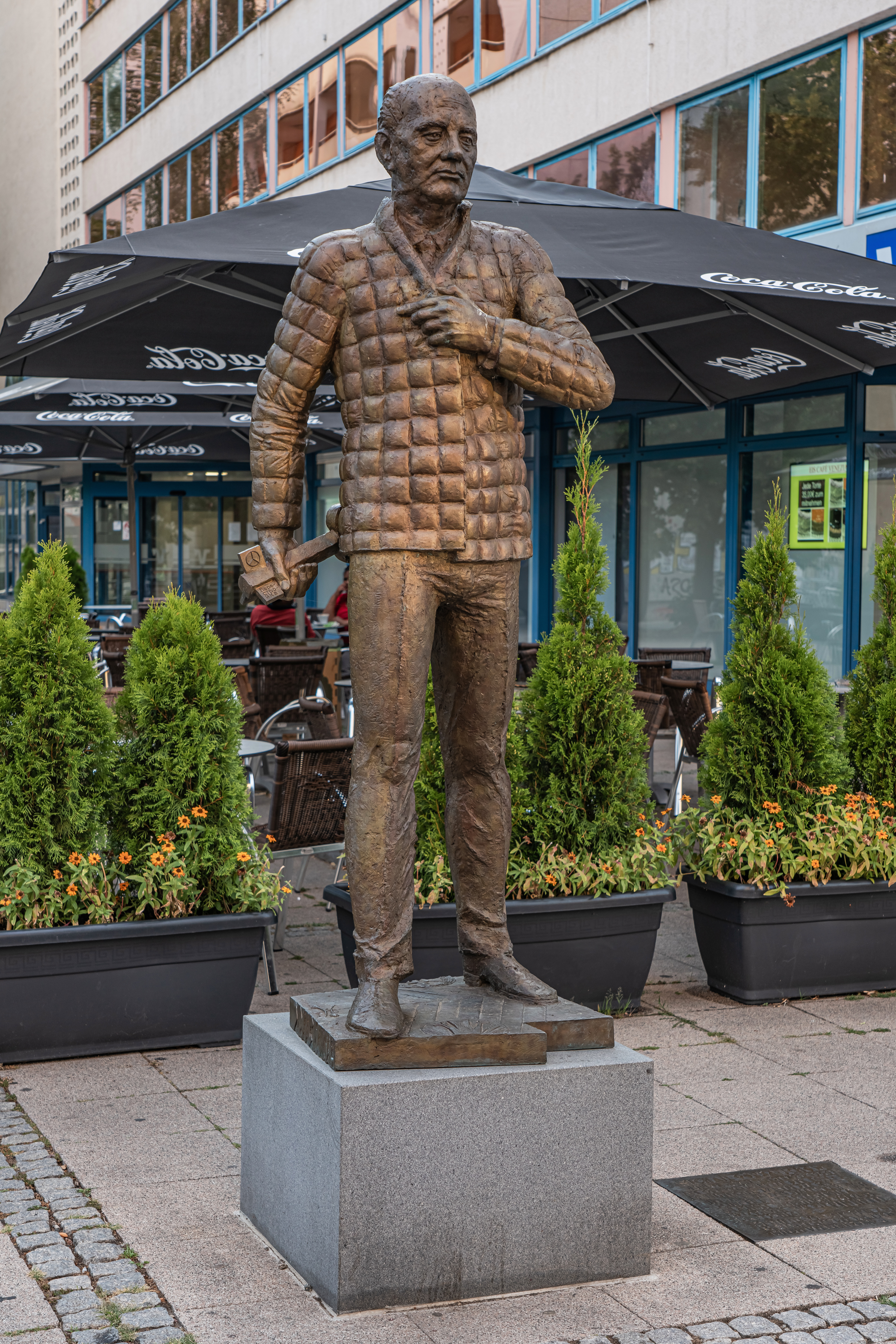
Michail-Gorbatschow-Denkmal in Dessau-Roßlau

Das  Michail-Gorbatschow-Denkmal ist eine 2020 von dem Bildhauer Bernd Göbel geschaffene Bronzeskulptur des ehemaligen Staatspräsidenten der Sowjetunion Michail Sergejewitsch Gorbatschow (1931–2022). Es befindet sich auf dem Platz der Deutschen Einheit in Dessau-Roßlau und würdigt Gorbatschows wesentlichen Beitrag, der die Wiedervereinigung Deutschlands ermöglichte.

## Geschichte
Das Michail-Gorbatschow-Denkmal geht maßgeblich auf die Initiative des ehemaligen Dessauer Oberbürgermeisters Hans-Georg Otto zurück, der zusammen mit weiteren Initiatoren die für die Realisierung des Denkmals erforderliche Summe von rund 45.000 Euro durch Spenden aufbrachte. Mit der Ausführung wurde der deutsche Bildhauer Bernd Göbel betraut. Zum 30. Jahrestag der Wiedervereinigung Deutschlands am 3. Oktober 2020 wurde die Skulptur Michail Gorbatschows enthüllt. Beim Festakt vor der Denkmalenthüllung wies der Ministerpräsident von Sachsen-Anhalt Reiner Haseloff darauf hin, dass historische Beziehungen zwischen Anhalt (heute zum Bundesland Sachsen-Anhalt gehörig) und Russland schon lange vor Gorbatschows Wirken bestanden, und zwar seit der Zeit der russischen Kaiserin Katharina II., einer Prinzessin von Anhalt-Zerbst. Ungewöhnlich war, dass das Denkmal bereits zu Lebzeiten Gorbatschows errichtet wurde.

## Beschreibung
Das leicht überlebensgroße, aus Bronze hergestellte Standbild Gorbatschows steht auf einem niedrigen, quadratischen Sockel aus Stein. Er trägt eine Steppjacke, die er mit der linken Hand am Revers schließt. In der rechten Hand hält er einen Schlüssel. Auf der Rückseite der Steppjacke befindet sich das Zitat: „Es gibt keine wertvolleren Ratschläge, Empfehlungen und Warnungen als die, die direkt von den Menschen kommen. M. G.“ 
Neben dem Standbild ist eine Bronzeplatte mit der Inschrift „Michail Gorbatschow – Friedensnobelpreisträger 1990. Als Generalsekretär der Kommunistischen Partei der Sowjetunion und als Staatspräsident schuf er durch Perestroika und Glasnost wesentliche Voraussetzungen für die Einheit Deutschlands. Gestiftet von Bürgern zum 30. Jahrestag der deutschen Wiedervereinigung“ im Boden eingelassen.

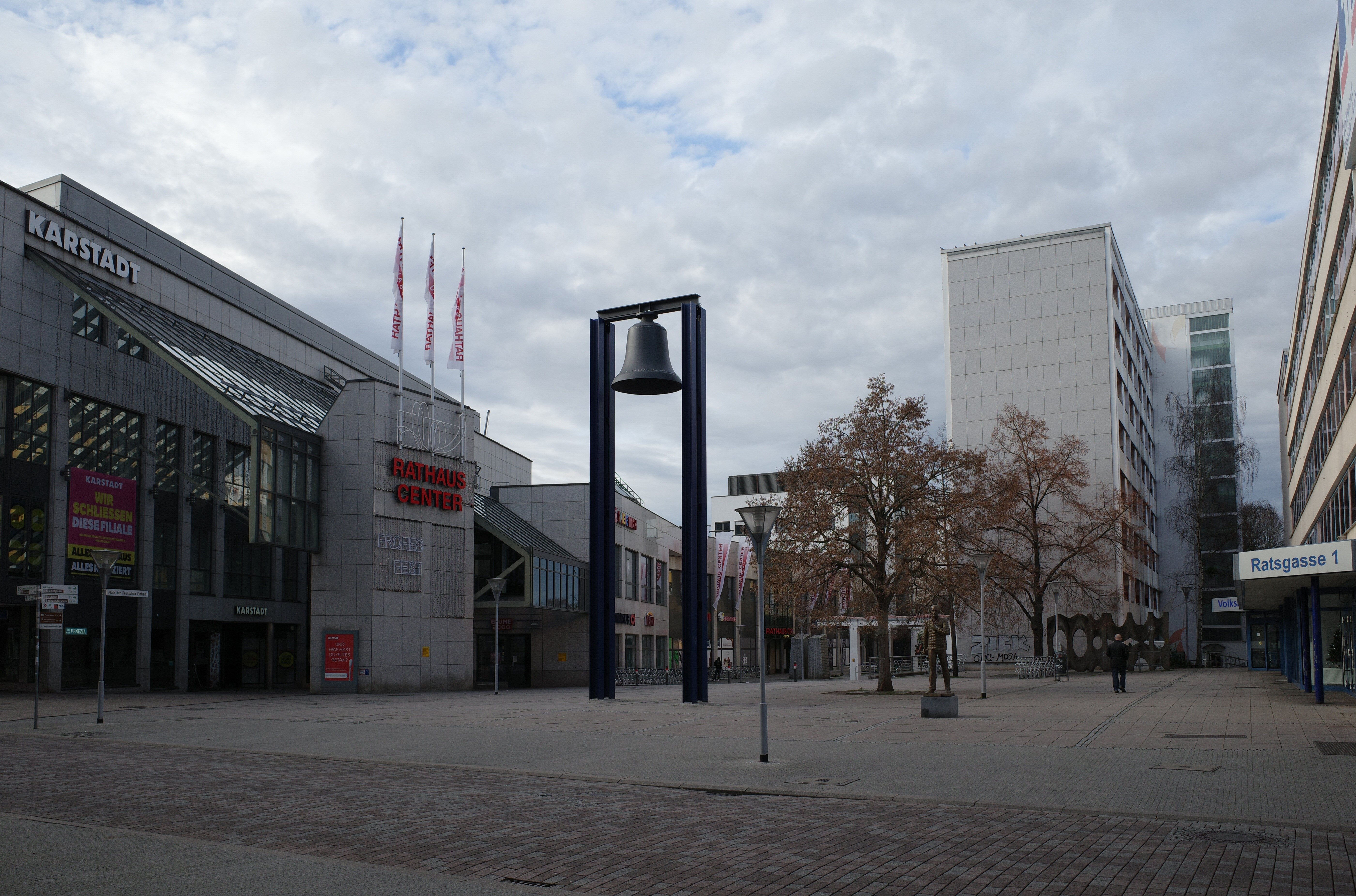
Gorbatschow-Denkmal neben der Friedensglocke
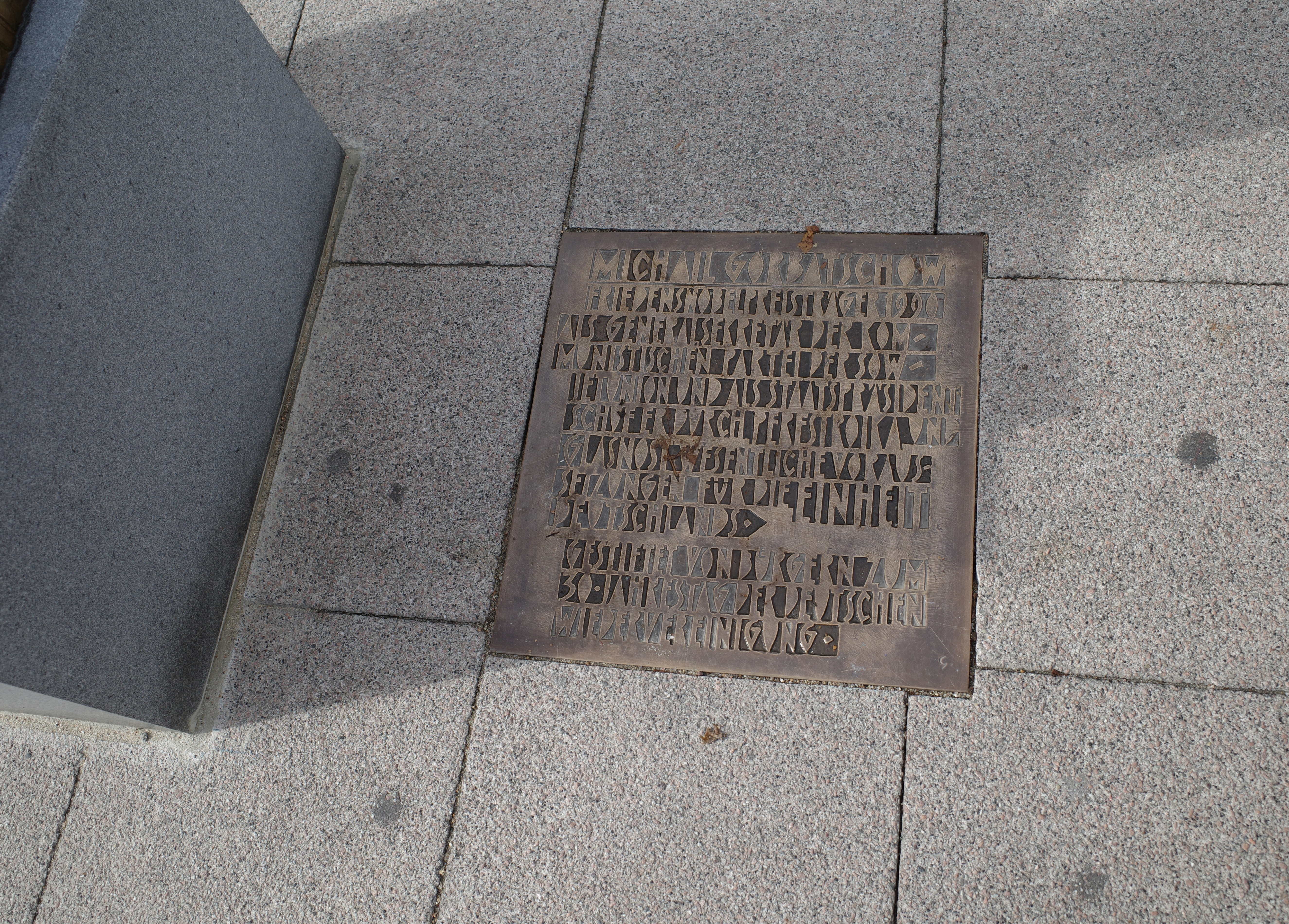
Bodenplatte mit Inschrift
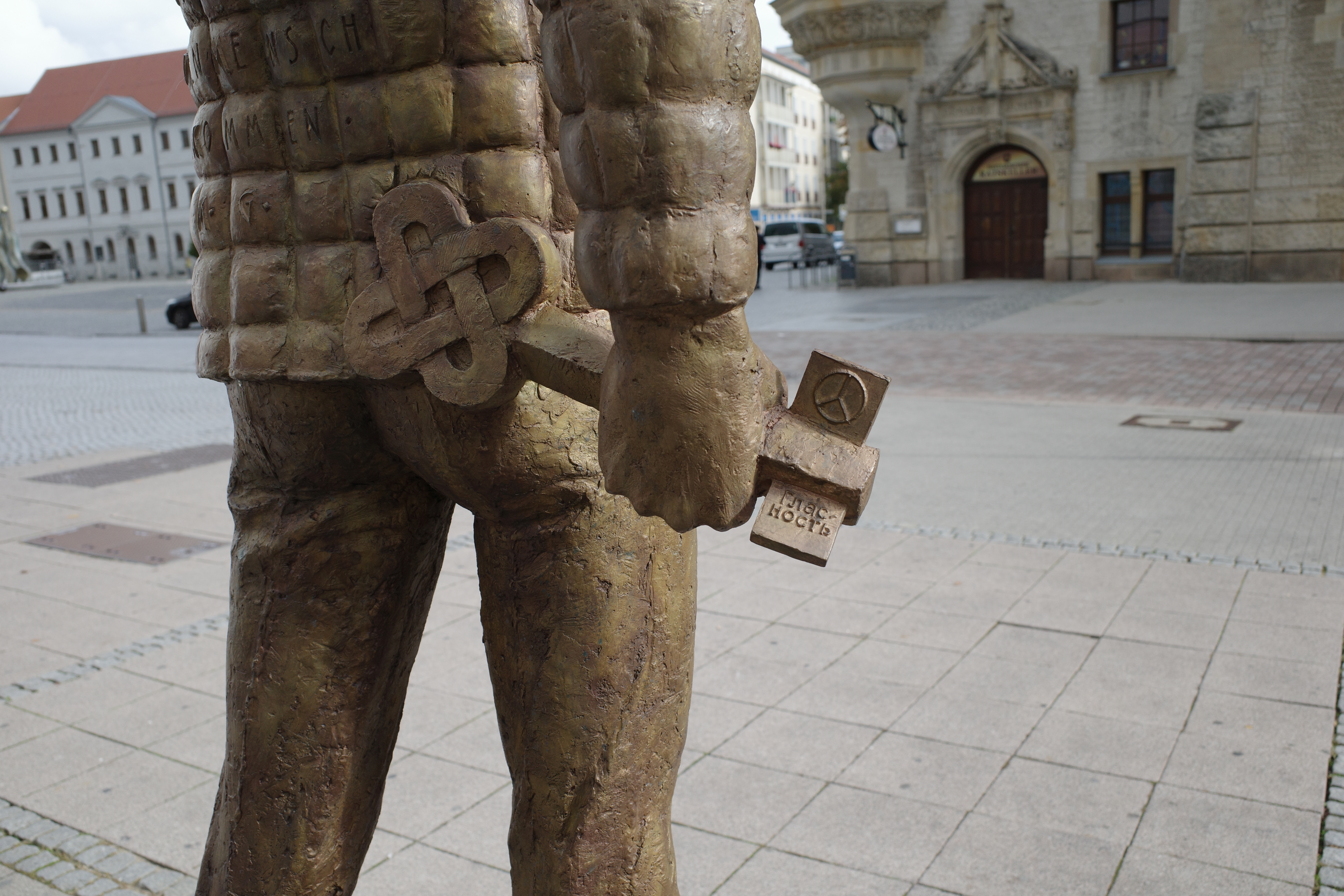
Rechte Hand mit Schlüssel
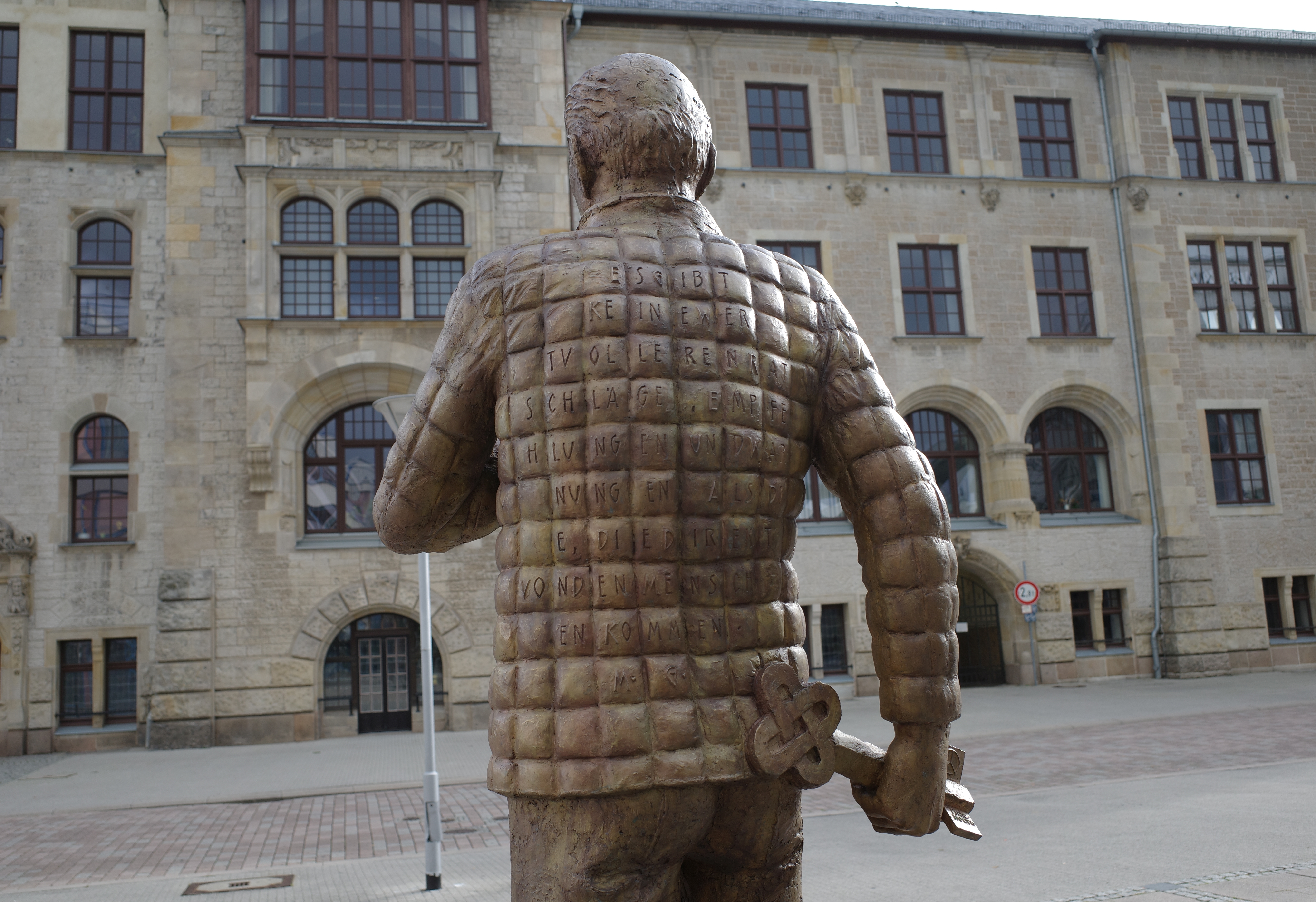
Rückansicht mit Inschrift